# دوست شیطان من
دوست شیطان من (ترکی استانبولی: Arkadaşım Şeytan) یک فیلم در ژانر به کارگردانی عاطیف ییلماز است که در سال ۱۹۸۸ منتشر شد. از بازیگران آن می‌توان به مظهر آلانسون و ازکان یوقور اشاره کرد.